# Tacco (geologia)

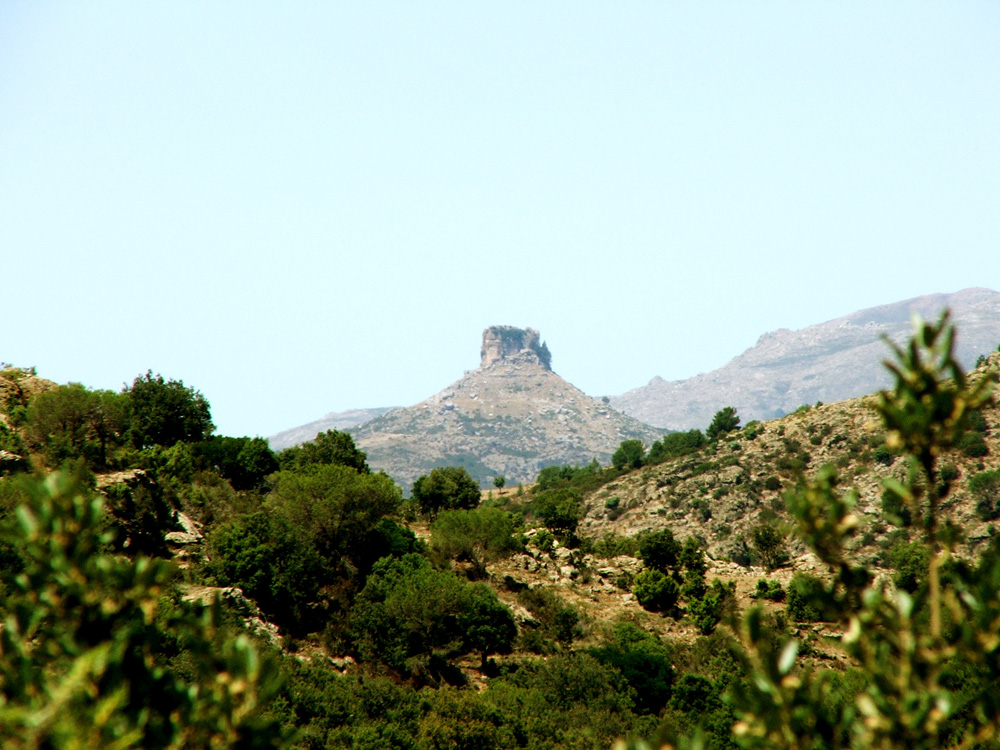
Il Monte Perda Liana, l'esempio più classico e conosciuto di Tacco dell'Ogliastra

In Sardegna, tacchi (chiamati anche tòneri) è il nome dato a particolari affioramenti di roccia, tipicamente di calcare e dolomia, che si elevano sull'area circostante. Simili ad altopiani dalle ripide pareti rappresentano una forma di erosione selettiva. In geologia sono correntemente conosciuti come butte, un francesismo prestato attraverso l'inglese. Diversi esempi si trovano nelle regioni della Barbagia d'Ogliastra, della Barbagia di Seùlo e del Sarcidano, intorno al bacino dell'alto e medio Flumendosa.

## Geologia
Tipicamente i tacchi sono costituiti da una successione di dolomie sedimentatesi in un ambiente di piattaforma nel corso del Giurassico medio e superiore, contestualmente allo smembramento del supercontinente Pangea e all'apertura della Tetide; tale successione di solito poggia in modo discordante sul basamento formato dalle metamorfiti scistose di basso e medio grado legate all'orogenesi ercinica, più antica di circa 130 milioni di anni, derivanti da rocce sedimentarie paleozoiche deformate e che conferiscono alla base dei rilievi un profilo relativamente dolce. Tuttavia non mancano punti, in particolare in Ogliastra settentrionale, dove i tacchi poggiano sui granitoidi post-ercinici, dando luogo a morfologie del rilievo più accidentate anche alla base, oppure, specialmente nella zona di Quirra, su meta-vulcaniti risalenti all'Ordoviciano medio e deformate anch'esse durante le fasi erciniche.
Fra il basamento paleozoico e le dolomie dei tacchi in certi punti si frappone una sottile successione di conglomerati e argilliti, spesso contenenti tracce di legni fossili, molto ricca di ferro; essa prende il nome di Formazione di Genna Selole e sua presenza testimonia l'esistenza, nel Lias, di alcune aree di basamento emerse, che venivano progressivamente smantellate dall'azione fluviale. Fra l'Ottocento e il Novecento si è anche cercato di sfruttare i suoi esigui giacimenti di ferro, come è testimoniato dalla presenza di numerosi "assaggi" minerari situati alla base di molti tacchi.
Dopo la successiva emersione, avvenuta a più riprese fra il Cretaceo e l'Oligocene, e i movimenti tettonici che hanno portato il Blocco sardo-corso dalla sua posizione originaria a ridosso della Francia fino all'assetto attuale (Miocene), le dolomie dei tacchi hanno subito un'ulteriore fratturazione nel Pliocene e nel Pleistocene inferiore causata dallo scorrimento di faglie attivatesi durante l'apertura del Tirreno meridionale. L'intera successione si è trovata quindi esposta agli agenti meteorici, in particolare all'acqua, che ne ha modellato le forme conferendole l'aspetto attuale.
All'interno dei tacchi si è sviluppato in molti punti un importante sistema carsico, comprendente diverse doline e piccoli bacini endoreici, oltre che numerosi anfratti e finanche grotte di dimensioni notevoli, come la Grotta di Su Marmuri di Ulassai, lunga 850 metri e interamente percorribile senza attrezzatura.

## I più importanti

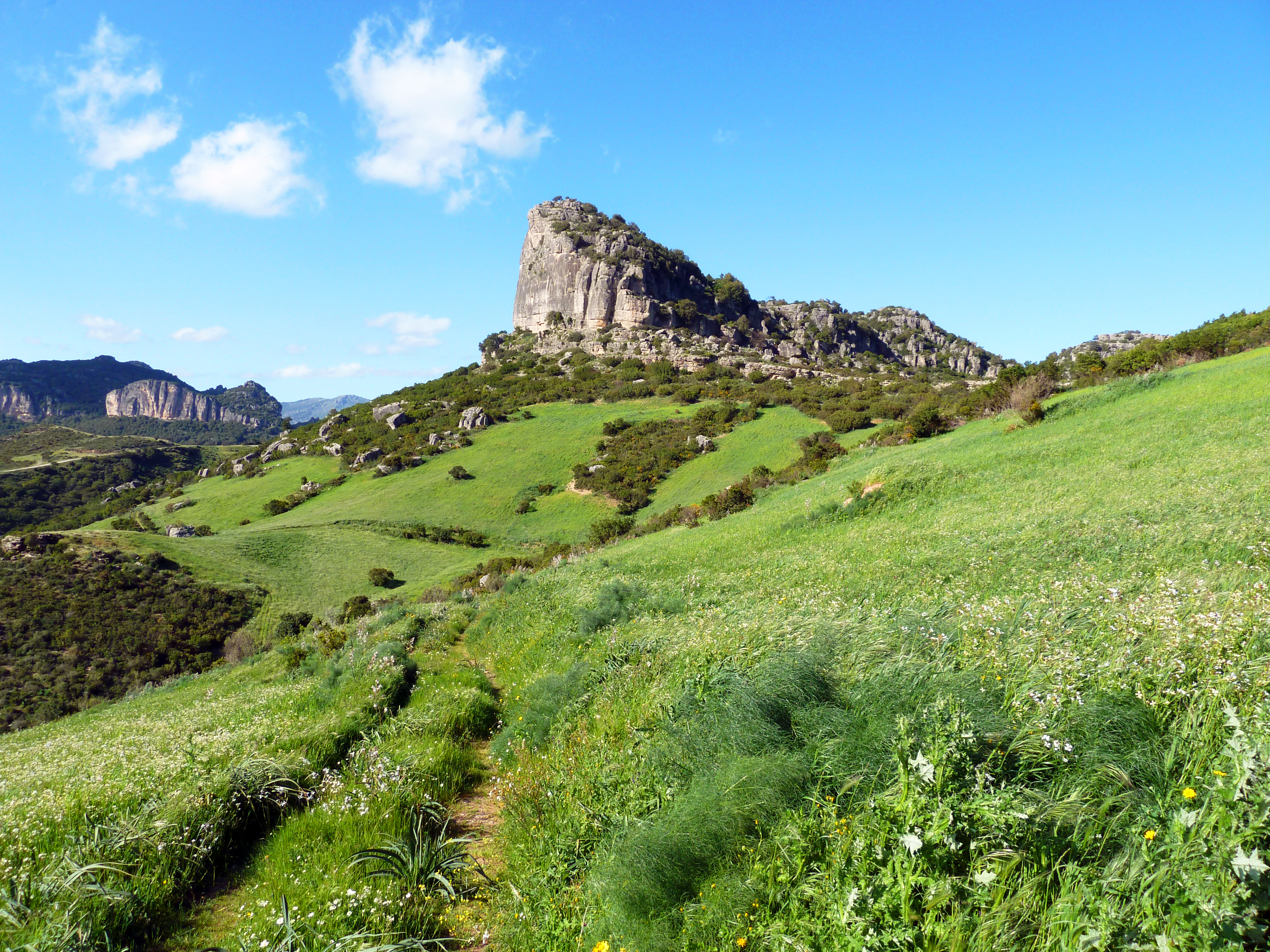
I tacchi di Jerzu.

I Tacchi sono presenti nei territori di Ulassai, Osini, Jerzu, Ussassai, Gairo e Tertenia (tutti nell'Ogliastra), oltre che di Aritzo (nella Barbagia di Belvì), di Seulo, Seui e Sadali (Barbagia di Seulo) e di Laconi (nel Sarcidano). Tra i più caratteristici si possono elencare:
- Monte Perda Liana, situato a 1.293 m s.l.m. in territorio di Gairo.
- Monte Corongiu nel territorio di Jerzu.
- La Scala di san Giorgio, nel territorio di Osini, legato alla leggenda di san Giorgio vescovo.
- I tacchi di Ussassai, ricchi di foreste.
- Il Tacco Texile di Aritzo.
- Il Taccu Mannu che sovrasta Tertenia.
- Il Tacchigeddu sempre a Tertenia.
- Il Tacco di Ticci, nelle campagne di Seulo.
- Il Monte Arcuerì, nelle campagne di Seui.
- Il Taccu Urrulu, nei territori di Jerzu, Tertenia e Ulassai.
- Il Monte Truculu, nel Taccu di Ulassai.
- Il Monte Tisiddu, sempre nel Taccu di Ulassai.

Il tacco di Monte Perda Liana di Gairo, il Tacco Texile di Aritzo e la Scala di san Giorgio a Osini sono stati definiti Monumento Naturale. Nei Tacchi di Ulassai è inoltre presente la Grotta di Su Marmuri, una delle grotte più ampie della Sardegna, e le Cascate di Lequarci, anch'esse fra le più grandi in Sardegna.
Di particolare effetto scenografico a causa del loro isolamento e per via della loro posizione sovrastante i paesi sono il Monte Tisiddu e il Bruncu Pranedda (Ulassai) e Monte Corongiu, Lumburau e Troiscu (Jerzu).

## Parco dei Tacchi

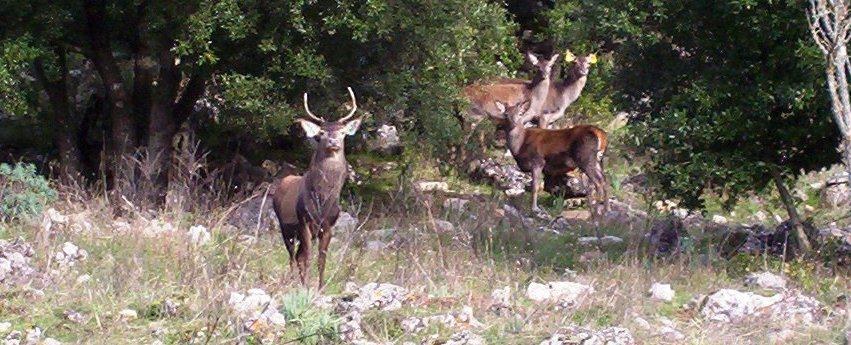
Branco di cervi sul Tacco di Ulassai

A Ulassai intorno al 1974 nasce il cantiere forestale di Taccu, mentre quello di Semida-Frasara nasce in due momenti successivi nel 1991 e nel 2004. L'oasi faunistica nasce invece nel 2005, la gestione è in capo alla Provincia di Nuoro e permette la tutela dei numerosi branchi di cervi e vanta una superficie di circa 2500 ettari; essa è situata nel cuore della foresta sempreverde del Taccu di Ulassai. Del Parco dei Tacchi fanno parte il comune di Ulassai e i paesi vicini di Jerzu, Osini, Loceri e Tertenia.